# Hans Kaiser (Politiker, 1926)
Hans Kaiser (* 15. Juli 1926 in Grünbach am Schneeberg) ist ein ehemaliger österreichischer Politiker (SPÖ) und Gewerkschafter. Er war von 1964 bis 1985 Abgeordneter zum Landtag von Niederösterreich.

## Leben
Kaiser absolvierte nach der Volksschule eine Lehre als Tischler und wurde 1942 zum Reichsarbeitsdienst eingezogen. Er diente zwischen 1943 und 1945 im Zweiten Weltkrieg und arbeitete nach Kriegsende als Bergmann. 1947 trat er in den Dienst der Firma Semperit und stieg 1960 zu deren Zentralbetriebsratsobmann auf. 1962 übernahm Kaiser die Funktion des Landesobmanns der Gewerkschaft der Chemiearbeiter.

## Politik
Er vertrat die SPÖ vom 19. November 1964 bis zum 15. Jänner 1985 im Niederösterreichischen Landtag.